# サンテック (企業)
株式会社サンテックは、東京都千代田区に本社を置く独立系電気工事会社の大手企業である。

## 概要
日本国内の電気設備工事業を核として環境をテーマとした太陽光発電、ESCO事業の推進を行う。電力・民間・公共の各分野に展開。
アメリカ、中国（上海）、シンガポール、台湾、ブルネイ、マレーシア、タイ、ミャンマー、ベトナム、バングラデシュなど海外でもグローバルな事業を行う。
シンガポールのリパブリックプラザやブルネイのヤヤサンショッピングセンター等、海外でも大規模な建設工事を請け負った実績がある。東京証券取引所スタンダード市場上場企業。

## 沿革
- 1937年（昭和12年）1月 - 満長組として創業。
- 1946年（昭和21年）9月 - 山陽電機工業所に商号を変更。
- 1948年（昭和23年）10月28日 - 「山陽電気工事株式会社」を設立。
- 1973年（昭和48年）5月 - 東京証券取引所市場第二部に株式を上場。
- 1992年（平成4年）10月 - 「株式会社サンテック」に商号を変更。
- 2016年（平成28年）12月 - バングラデシュ支店を設置。

## 事業所
国内
- 本社（東京都千代田区）
- 北海道支社（北海道札幌市中央区）
- 東北支社（宮城県仙台市宮城野区）
- 中部支社（愛知県名古屋市昭和区）
- 大阪支社（大阪府大阪市北区）
- 広島支社（広島県広島市中区）
- 九州支社（福岡県福岡市中央区）

海外
- シンガポール支店
- ヤンゴン支店
- 台北支店

## 関連会社
- 山陽電気工事株式会社
- ニイヤマ設備株式会社
- 株式会社システック・エンジニアリング
- PFIさくらんぼ東根学校給食サービス株式会社
- 株式会社セルメック
- SEC MASHIBAH SDN. BHD.（ブルネイ）
- SECM SDN. BHD.（マレーシア）
- S.E.C.T. COMPANY LIMITED（タイ）
- 山陽機電技術（上海）有限公司（中国）
- 蘇州日空山陽機電技術有限公司（中国）
- SANYO ENGINEERING & CONSTRUCTION VIETNAM CO.,LTD.(ベトナム)